# پدرام پورامیری
پدرام پورامیری (زادهٔ ۱۳۷۳) کارگردان و فیلم‌نامه‌نویس ایرانی است. او برای فیلم‌های جان‌دار، نسبت خونی و شنای پروانه تا کنون سه بار نامزد سیمرغ بلورین (به‌صورت مشترک) شده است. او همچنین برای فیلم نسبت خونی برندهٔ بهترین فیلمنامه و نامزد بهترین کارگردانی در جشنواره بین‌المللی فیلم کوتاه تهران شد. پورامیری بیشتر آثارش را با همکاری حسین امیری دوماری تولید کرده است. آنها که اولین فیلم بلند خود را در سن ۲۳سالگی ساخته‌اند، از سوی برخی رسانه‌ها «جوان‌ترین فیلم‌سازان سینمای ایران» لقب گرفته‌اند.

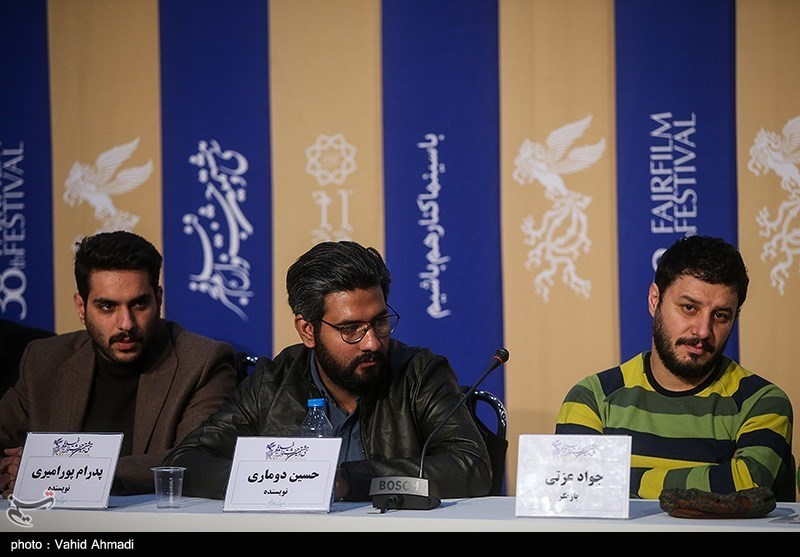
از چپ: پورامیری، حسین امیری دوماری و جواد عزتی در نشست فیلم شنای پروانه، جشنواره فیلم فجر، بهمن ۱۳۹۸

## زندگی
پدرام پورامیری در سال ۱۳۷۳ در استان کرمان (شهرستان بافت) متولد شد. در هنرستان رشتهٔ سینما را دنبال کرد. بعد به تهران آمد و به تحصیل در دانشگاه سوره مشغول شد. پورامیری و امیری دوماری همچنین از دانشجویان بخشِ «دارالفنون» در جشنوارهٔ جهانی فیلم فجر بودند.
آنها پیش از ساختن اولین فیلم بلند خود، سابقهٔ ساخت سه فیلم کوتاه را داشتند و زمانی که تحصیل در دانشگاه سوره را آغاز کردند، قرار گذاشتند که پایان‌نامه‌شان یک فیلم سینمایی باشد. این طرح تحقق پیدا کرد. آنها پس از ساخت فیلم کوتاه نسبت خونی که با موفقیت‌هایی همراه شده بود، فیلم جان‌دار را ساختند که نامزد سیمرغ بلورین بهترین فیلم اول شد. جان‌دار یک سال بعد از نگارش فیلمنامه‌اش مقابل دوربین رفت.
مدتی بعد، محمد کارت که به‌عنوان بازیگر در نسبت خونی حضور داشت از آنها دعوت به همکاری کرد که منجر به نوشتن فیلمنامهٔ شنای پروانه شد. این فیلم نامزد دوازده سیمرغ بلورین از جمله جایزهٔ بهترین فیلمنامه در جشنوارهٔ فیلم فجر شد.
پورامیری در نگارش فیلمنامهٔ مجموعه‌های تلویزیونیِ افرا و یاغی نیز همکاری داشته است.

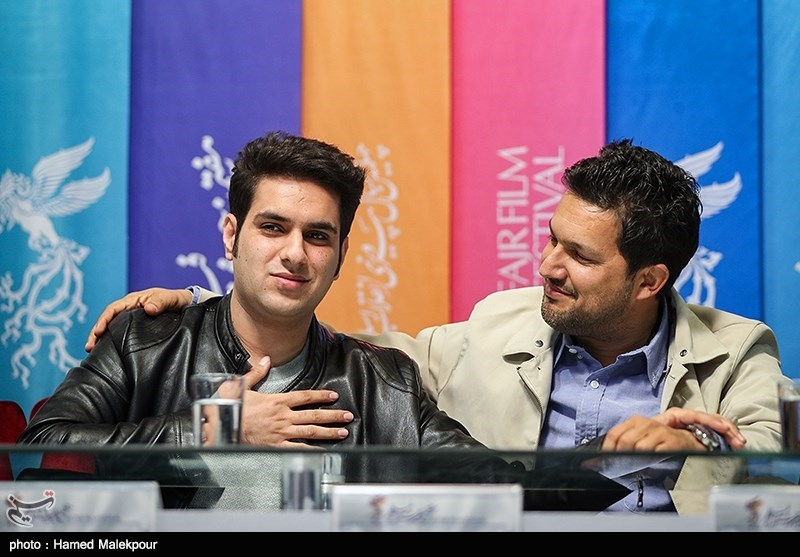
پدرام پورامیری و حامد بهداد در نشست فیلم جان‌دار، جشنواره فیلم فجر، بهمن ۱۳۹۷

## آثار
| سال  | عنوان              | سمت      | سمت     |
| سال  | عنوان              | کارگردان | نویسنده |
| ---- | ------------------ | -------- | ------- |
| ۱۴۰۳ | صددام              | آری      | آری     |
| ۱۴۰۱ | یادگار جنوب        | آری      | آری     |
| ۱۴۰۰ | افرا               | نه       | آری     |
| ۱۴۰۰ | یاغی               | نه       | آری     |
| ۱۳۹۸ | شنای پروانه        | نه       | آری     |
| ۱۳۹۷ | جان‌دار             | آری      | آری     |
| ۱۳۹۷ | ما همه با هم هستیم | نه       | آری     |
| ۱۳۹۸ | دلال               | نه       | آری     |
| ۱۳۹۵ | نسبت خونی          | آری      | آری     |
| ۱۳۹۵ | ایوب               | نه       | آری     |
| ۱۳۹۴ | سکوت کن            | آری      | آری     |
| ۱۳۹۳ | قنات شهر خاموش     | آری      | آری     |

## جوایز و نامزدی‌ها
| اثر            | جشنواره                                                   | رده                                | نتیجه    |
| -------------- | --------------------------------------------------------- | ---------------------------------- | -------- |
| شنای پروانه    | سی و هشتمین جشنواره فیلم فجر (۱۳۹۸)                       | سیمرغ بلورین بهترین فیلمنامه       | نامزدشده |
| شنای پروانه    | جشنواره فیلم‌های آسیایی بارسلونا (۲۰۲۱)                    | بهترین فیلمنامه                    | پیروز    |
| جان‌دار         | سی و هفتمین جشنواره فیلم فجر (۱۳۹۷)                       | سیمرغ بلورین بهترین فیلم (نگاه نو) | نامزدشده |
| جان‌دار         | نهمین جشنواره فیلم‌های ایرانی استرالیا (۲۰۲۱)              | بهترین فیلم اول                    | پیروز    |
| دلال           | اولین جشنواره فیلم کرمان (۱۳۹۹)                           | ققنوس مسین بهترین فیلمنامه         | پیروز    |
| نسبت خونی      | سی و پنجمین جشنواره فیلم فجر (۱۳۹۵)                       | سیمرغ بلورین بهترین فیلم کوتاه     | نامزدشده |
| نسبت خونی      | سی و سومین جشنواره بین‌المللی فیلم کوتاه تهران (۱۳۹۵)      | بهترین فیلمنامه                    | پیروز    |
| نسبت خونی      | سی و سومین جشنواره بین‌المللی فیلم کوتاه تهران (۱۳۹۵)      | بهترین کارگردانی                   | نامزدشده |
| نسبت خونی      | دهمین جشنواره فیلم سایه (۱۳۹۶)                            | بهترین فیلمنامه                    | پیروز    |
| نسبت خونی      | دهمین جشنواره فیلم سایه (۱۳۹۶)                            | بهترین فیلم داستانی                | پیروز    |
| نسبت خونی      | دهمین جشنواره فیلم سایه (۱۳۹۶)                            | بهترین کارگردانی فیلم داستانی      | نامزدشده |
| نسبت خونی      | دهمین جشنواره رویش (۱۳۹۶)                                 | بهترین فیلمنامه                    | پیروز    |
| نسبت خونی      | جشنواره فیلم کوتاه حسنات (۱۳۹۶)                           | بهترین فیلم داستانی                | پیروز    |
| ایوب           | پنجاه و هشتمین جشنواره منطقه‌ای سینمای جوان (اروند) (۱۳۹۶) | بهترین فیلمنامه                    | نامزدشده |
| سکوت کن        | جشن تصویر سال (۱۳۹۴)                                      | تندیس بهترین فیلم نیمه‌بلند         | پیروز    |
| قنات شهر خاموش | نخستین جشنواره فیلم کوتاه سما (۱۳۹۴)                      | بهترین کارگردانی                   | پیروز    |
| قنات شهر خاموش | جشن تصویر سال (۱۳۹۳)                                      | تندیس بهترین فیلم کوتاه            | پیروز    |